# Volvo 7000
Volvo 7000 – niskopodłogowy autobus miejski produkowany w latach 1998-2003 przez szwedzką firmę Volvo. Model ten powstawał również w latach 1999-2003 w fabryce firmy Volvo Polska we Wrocławiu.

## Historia
Produkcja rozpoczęła się w 1998 roku w Finlandii w zakładach firmy nadwoziowej "Carrus Oy", która 1 stycznia tego roku została przejęta przez Volvo Bus Corporation. Od 1999 roku model ten był również produkowany w fabryce firmy Volvo Polska we Wrocławiu. W obu zakładach wytwarzano także wersje przegubowe Volvo 7000A. W autobusach Volvo 7000 stosowano silnik Volvo D7C250 o mocy 250 KM i pojemności skokowej 7,3 dm³, natomiast do wersji przegubowej Volvo 7000A stosowano silnik Volvo D7C275 o poziomie mocy maksymalnej ok. 275 KM.